# Tour de France 2023/18. Etappe
Die 18. Etappe der Tour de France 2023 fand am 20. Juli 2023 statt und führte die 110. Austragung aus den Alpen. Die Strecke startete in Moûtiers und führte über 184,9 flache Kilometer nach Bourg-en-Bresse. Nach der Zielankunft hatten die Fahrer insgesamt 2984,2 Kilometer absolviert, was 87,6 % der Gesamtdistanz der Rundfahrt entspricht.
Den Etappensieg sicherte sich Kasper Asgreen (Soudal Quick-Step) im Sprint aus der Ausreißergruppe. Jonas Vingegaard (Jumbo-Visma) verteidigte das Gelbe Trikot.

## Streckenführung
Der neutralisierte Start erfolgte in Moûtiers auf der Avenue du 8 Mai 1945 in der Nähe des Bahnhofs. Die Strecke verließ den Startort auf direktem Weg Richtung Westen und führte im Anschluss durch Grand-Aigueblanche und Rognaix, wo das Rennen nach 16 Kilometern auf der D990 freigegeben wurde.
Nach dem offiziellen Start führte die Strecke entlang der Isère nach Albertville, ehe sie gen Süden drehte und die Alpen bei Chambéry verließ. Mit der Côte de Chambéry-le-Haut (349 m), wurde nach 62,1 tKilometern die erste Bergwertung der 4. Kategorie erreicht, die auf einer Länge von 1,6 Kilometern eine Durchschnittssteigung von 4,1 % aufwies. Die Kuppe wurde auf der Avenue d’Aix les Bains überquert, ehe die Strecke ans Südufer der Lac du Bourget führte. Über den Tunnel du Chat wurde der Mont du Chat durchfahren und die Fahrer gelangten über Yenne und Belley zur zweiten Bergwertung der 4.vKategorie, die auf der Côte de Boissieu (362 m) ausgefahren wurde. Die Kuppe des Anstiegs, der 2,4 Kilometer lang war und eine Durchschnittssteigung von 4,7 % aufwies, wurde nach 105,2 Kilometern erreicht, ehe die Fahrt gen Nordwesten fortgesetzt wurde. Nachdem La Burbanche durchfahren worden war, erfolgte in Saint-Rambert-en-Bugey bei Kilometer 132,9 der Zwischensprint. Die letzten 50 Kilometer verliefen auf flachen Straßen und führten über Ambérieu-en-Bugey, Pont-d’Ain, Ceyzériat und Jasseron zum Zielort Bourg-en-Bresse.
Die Einfahrt nach Bourg-en-Bresse erfolgte über die D1083. An der Kreuzung zur D1075 bogen die Fahrer 1500 Meter vor dem Ziel links ab und folgten dem Straßenverlauf bis ins Ziel. Rund einen Kilometer vor dem Ziel beinhaltete die Straße eine langgezogene Rechtskurve, ehe der Zielstrich in der Nähe des Klosters Brou erreicht wurde.
|                            | Ort                      | Kilometer | Länge (km) | Höhe (m) | Ø Steigung |
| -------------------------- | ------------------------ | --------- | ---------- | -------- | ---------- |
| neutralisierter Start      | Moûtiers                 | −16       |            |          |            |
| offizieller Start          | Rognaix (D990)           | 0         |            |          |            |
| Bergwertung (4. Kategorie) | Côte de Chambéry-le-Haut | 62,1      | 1,6        | 349      | 4,1 %      |
| Bergwertung (4. Kategorie) | Côte de Boissieu         | 105,2     | 2,4        | 362      | 4,7 %      |
| Zwischensprint             | Saint-Rambert-en-Bugey   | 132,9     |            |          |            |
| Ziel                       | Bourg-en-Bresse          | 184,9     |            |          |            |

## Rennverlauf

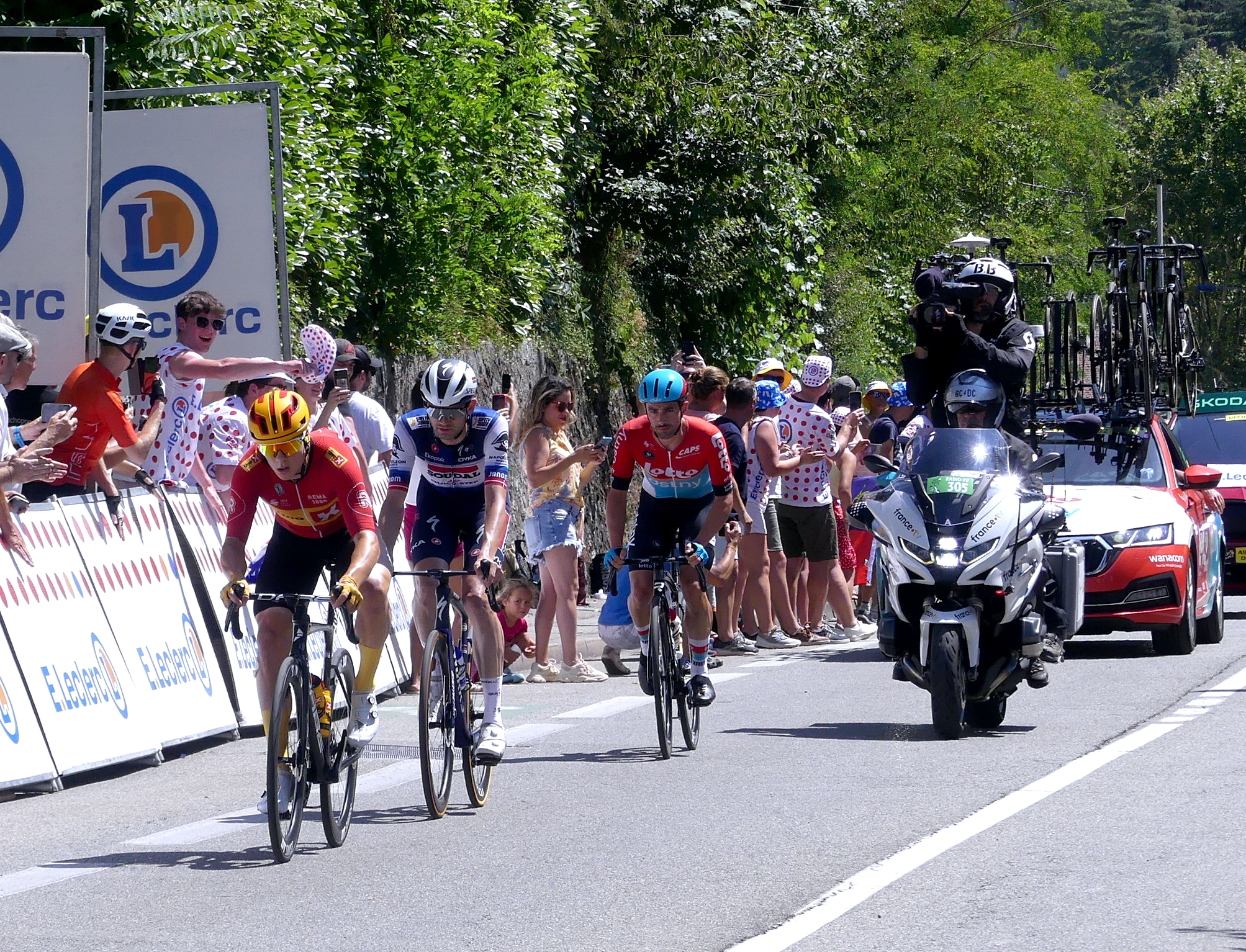
Das Ausreißertrio (v. l. n. r.) Jonas Abrahamsen, der spätere Etappensieger Kasper Asgreen sowie Victor Campenaerts am Côte Chambéry-le-Haut

Mit Wout van Aert (Jumbo-Visma) und Anthony Perez (Cofidis) nahmen zwei Fahrer die 18. Etappe nicht in Angriff. Victor Campenaerts (Lotto Dstny), Jonas Abrahamsen (Uno-X) und Kasper Asgreen (Soudal Quick-Step) setzten sich nach wenigen Kilometern ab und fuhren einen maximalen Vorsprung von rund zwei Minuten heraus. Auf der Côte de Chambery-le-Haut sicherte sich Jonas Abrahamsen den einzigen Punkt für die Bergwertung, ehe Pascal Eenkhoorn (Lotto Dstny) am Fuße der Côte de Boissieu angriff. Victor Campenaerts wartete auf seinen Mannschaftskollegen und schloss mit ihm im Anschluss wieder zur Spitze des Rennens auf. Die zweite Bergwertung des Tages sicherte sich ebenfalls der Norweger Jonas Abrahamsen. Rund 50 Kilometer vor dem Ziel führte Jonas Abrahamsen über den Zwischensprint, ehe sich Jasper Philipsen (Alpecin-Deceuninck) die meisten Punkte im Hauptfeld vor Bryan Coquard (Cofidis) und Jordi Meeus (Bora-hansgrohe) sicherte. Der Vorsprung der vier Ausreißer betrug zu diesem Zeitpunkt rund eine Minute.

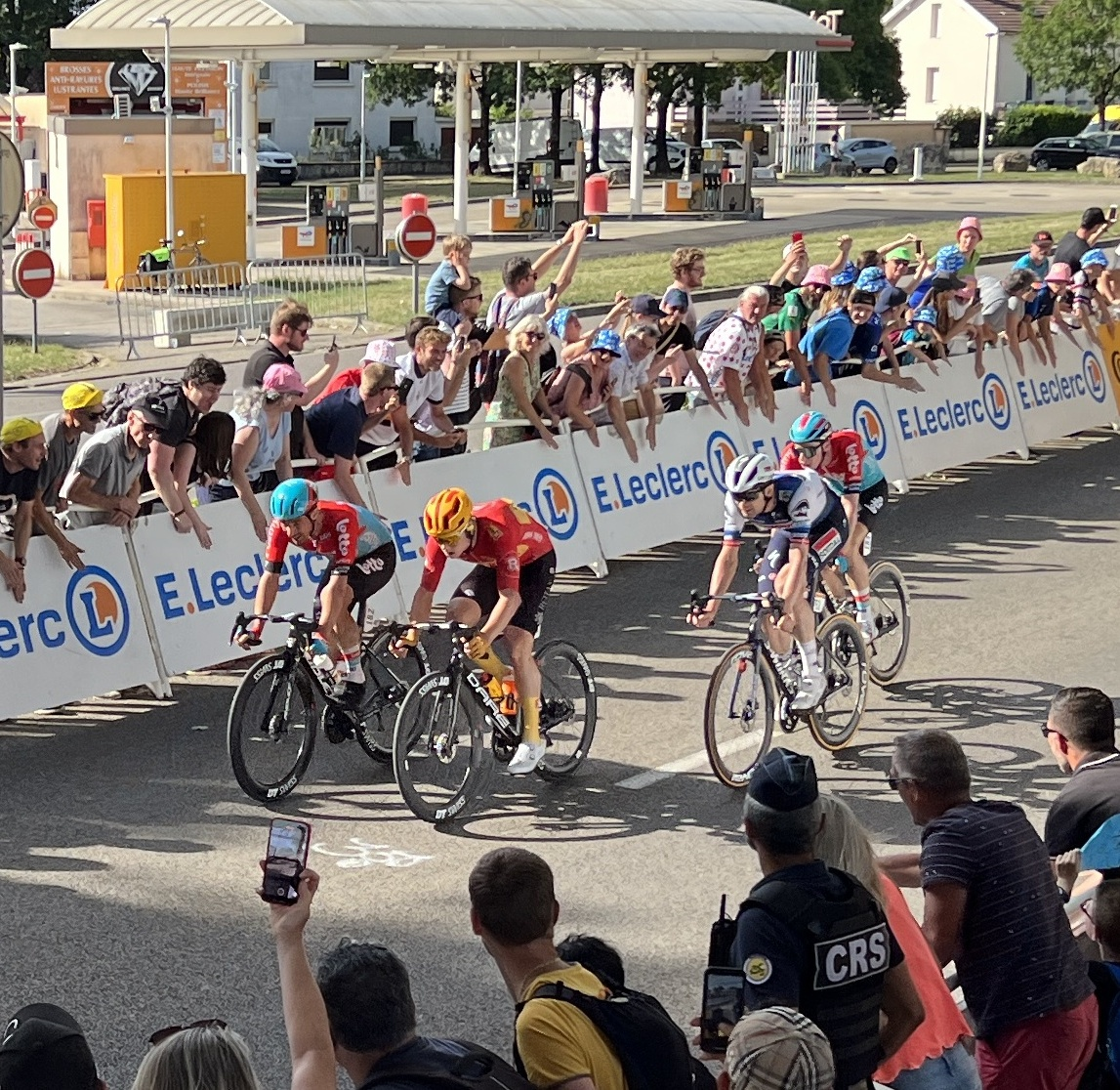
Das Ausreißerquartett etwa 350 Meter vor dem Ziel

Im Finale verloren die vier Ausreißer sukzessive an Zeit, erreichten den letzten Kilometer jedoch mit einem Vorsprung von rund 10 Sekunden. Victor Campenaerts führte die Gruppe auf die letzten Meter, ehe Kasper Asgreen den Sprint eröffnete und die Etappe vor Pascal Eenkhoorn und Jonas Abrahamsen gewann. Dahinter sprintete Jasper Philipsen auf Platz vier.
In der Gesamtwertung kam es zu keinen nennenswerten Veränderungen. Jonas Vingegaard (Jumbo-Visma) verteidigte das Gelbe Trikot und lag weiterhin vor Tadej Pogačar (UAE Team Emirates), der die Nachwuchswertung anführte. Jasper Philipsen baute seinen Vorsprung in der Punktewertung aus, während Giulio Ciccone (Lidl-Trek) die Bergwertung verteidigte. In der Mannschaftswertung lag weiterhin das Team Jumbo-Visma in Führung. Mit Ausnahme von Simon Geschke (Cofidis) erreichten alle Fahrer das Ziel, womit noch 151 Fahrer im Rennen verblieben. Zum kämpferischsten Fahrer der Etappe wurde Victor Campenaerts gewählt.

## Ergebnis
| \| Etappenergebnis \| Etappenergebnis \| Etappenergebnis \| Etappenergebnis \| Etappenergebnis \| \| Fahrer \| Fahrer \| Land \| Team \| Zeit \| \| --------------- \| ------------------ \| --------------- \| ---------------------- \| --------------- \| \| 1. \| Kasper Asgreen \| Dänemark \| Soudal Quick-Step \| 4 h 06 min 48 s \| \| 2. \| Pascal Eenkhoorn \| Niederlande \| Lotto Dstny \| + 0 s \| \| 3. \| Jonas Abrahamsen \| Norwegen \| Uno-X Pro Cycling Team \| + 0 s \| \| 4. \| Jasper Philipsen \| Belgien \| Alpecin-Deceuninck \| + 0 s \| \| 5. \| Mads Pedersen \| Dänemark \| Lidl-Trek \| + 0 s \| \| 6. \| Cees Bol \| Niederlande \| Astana Qazaqstan Team \| + 0 s \| \| 7. \| Jordi Meeus \| Belgien \| Bora-Hansgrohe \| + 0 s \| \| 8. \| Matteo Trentin \| Italien \| UAE Team Emirates \| + 0 s \| \| 9. \| Christophe Laporte \| Frankreich \| Jumbo-Visma \| + 0 s \| \| 10. \| Luca Mozzato \| Italien \| Arkéa-Samsic \| + 0 s \| |                    |             |                        |                 |
| |                    |             |                        |                 |
| Quelle: ProCyclingStats |                    |             |                        |                 |
| Etappenergebnis |                    |             |                        |                 |
| Fahrer | Fahrer             | Land        | Team                   | Zeit            |
| 1. | Kasper Asgreen     | Dänemark    | Soudal Quick-Step      | 4 h 06 min 48 s |
| 2. | Pascal Eenkhoorn   | Niederlande | Lotto Dstny            | + 0 s           |
| 3. | Jonas Abrahamsen   | Norwegen    | Uno-X Pro Cycling Team | + 0 s           |
| 4. | Jasper Philipsen   | Belgien     | Alpecin-Deceuninck     | + 0 s           |
| 5. | Mads Pedersen      | Dänemark    | Lidl-Trek              | + 0 s           |
| 6. | Cees Bol           | Niederlande | Astana Qazaqstan Team  | + 0 s           |
| 7. | Jordi Meeus        | Belgien     | Bora-Hansgrohe         | + 0 s           |
| 8. | Matteo Trentin     | Italien     | UAE Team Emirates      | + 0 s           |
| 9. | Christophe Laporte | Frankreich  | Jumbo-Visma            | + 0 s           |
| 10. | Luca Mozzato       | Italien     | Arkéa-Samsic           | + 0 s           |

## Gesamtstände
| \| Gesamtwertung \| Gesamtwertung \| Gesamtwertung \| Gesamtwertung \| Gesamtwertung \| \| Fahrer \| Fahrer \| Land \| Team \| Zeit \| \| ------------- \| ---------------- \| ---------------------- \| ------------------ \| ---------------- \| \| 1. \| Jonas Vingegaard \| Dänemark \| Jumbo-Visma \| 72 h 04 min 39 s \| \| 2. \| Tadej Pogačar \| Slowenien \| UAE Team Emirates \| + 7 min 35 s \| \| 3. \| Adam Yates \| Vereinigtes Königreich \| UAE Team Emirates \| + 10 min 45 s \| \| 4. \| Carlos Rodríguez \| Spanien \| Ineos Grenadiers \| + 12 min 01 s \| \| 5. \| Simon Yates \| Vereinigtes Königreich \| Team Jayco AlUla \| + 12 min 19 s \| \| 6. \| Pello Bilbao \| Spanien \| Bahrain Victorious \| + 12 min 50 s \| \| 7. \| Jai Hindley \| Australien \| Bora-Hansgrohe \| + 13 min 50 s \| \| 8. \| Felix Gall \| Österreich \| AG2R Citroën Team \| + 16 min 11 s \| \| 9. \| Sepp Kuss \| Vereinigte Staaten \| Jumbo-Visma \| + 16 min 49 s \| \| 10. \| David Gaudu \| Frankreich \| Groupama-FDJ \| + 17 min 57 s \| |                  |                        |                    |                  |
| |                  |                        |                    |                  |
| Quelle: ProCyclingStats |                  |                        |                    |                  |
| Gesamtwertung |                  |                        |                    |                  |
| Fahrer | Fahrer           | Land                   | Team               | Zeit             |
| 1. | Jonas Vingegaard | Dänemark               | Jumbo-Visma        | 72 h 04 min 39 s |
| 2. | Tadej Pogačar    | Slowenien              | UAE Team Emirates  | + 7 min 35 s     |
| 3. | Adam Yates       | Vereinigtes Königreich | UAE Team Emirates  | + 10 min 45 s    |
| 4. | Carlos Rodríguez | Spanien                | Ineos Grenadiers   | + 12 min 01 s    |
| 5. | Simon Yates      | Vereinigtes Königreich | Team Jayco AlUla   | + 12 min 19 s    |
| 6. | Pello Bilbao     | Spanien                | Bahrain Victorious | + 12 min 50 s    |
| 7. | Jai Hindley      | Australien             | Bora-Hansgrohe     | + 13 min 50 s    |
| 8. | Felix Gall       | Österreich             | AG2R Citroën Team  | + 16 min 11 s    |
| 9. | Sepp Kuss        | Vereinigte Staaten     | Jumbo-Visma        | + 16 min 49 s    |
| 10. | David Gaudu      | Frankreich             | Groupama-FDJ       | + 17 min 57 s    |

| Punktewertung | Punktewertung     | Punktewertung | Punktewertung            | Punktewertung |
| Fahrer        | Fahrer            | Land          | Team                     | Punkte        |
| ------------- | ----------------- | ------------- | ------------------------ | ------------- |
| 1.            | Jasper Philipsen  | Belgien       | Alpecin-Deceuninck       | 352 P.        |
| 2.            | Mads Pedersen     | Dänemark      | Lidl-Trek                | 202 P.        |
| 3.            | Bryan Coquard     | Frankreich    | Cofidis                  | 188 P.        |
| 4.            | Tadej Pogačar     | Slowenien     | UAE Team Emirates        | 146 P.        |
| 5.            | Jordi Meeus       | Belgien       | Bora-Hansgrohe           | 117 P.        |
| 6.            | Jonas Vingegaard  | Dänemark      | Jumbo-Visma              | 107 P.        |
| 7.            | Kasper Asgreen    | Dänemark      | Soudal Quick-Step        | 95 P.         |
| 8.            | Pello Bilbao      | Spanien       | Bahrain Victorious       | 95 P.         |
| 9.            | Dylan Groenewegen | Niederlande   | Team Jayco AlUla         | 92 P.         |
| 10.           | Biniam Girmay     | Eritrea       | Intermarché-Circus-Wanty |               |

| Bergwertung | Bergwertung                | Bergwertung            | Bergwertung            | Bergwertung |
| Fahrer      | Fahrer                     | Land                   | Team                   | Punkte      |
| ----------- | -------------------------- | ---------------------- | ---------------------- | ----------- |
| 1.          | Giulio Ciccone             | Italien                | Lidl-Trek              | 88 P.       |
| 2.          | Felix Gall                 | Österreich             | AG2R Citroën Team      | 82 P.       |
| 3.          | Jonas Vingegaard           | Dänemark               | Jumbo-Visma            | 81 P.       |
| 4.          | Neilson Powless            | Vereinigte Staaten     | EF Education-EasyPost  | 58 P.       |
| 5.          | Tadej Pogačar              | Slowenien              | UAE Team Emirates      | 49 P.       |
| 6.          | Simon Yates                | Vereinigtes Königreich | Team Jayco AlUla       | 40 P.       |
| 7.          | Tobias Halland Johannessen | Norwegen               | Uno-X Pro Cycling Team | 38 P.       |
| 8.          | Jai Hindley                | Australien             | Bora-Hansgrohe         | 31 P.       |
| 9.          | Michał Kwiatkowski         | Polen                  | Ineos Grenadiers       | 30 P.       |
| 10.         | Michael Woods              | Kanada                 | Israel-Premier Tech    | 28 P.       |

| Nachwuchswertung | Nachwuchswertung           | Nachwuchswertung       | Nachwuchswertung       | Nachwuchswertung  |
| Fahrer           | Fahrer                     | Land                   | Team                   | Zeit              |
| ---------------- | -------------------------- | ---------------------- | ---------------------- | ----------------- |
| 1.               | Tadej Pogačar              | Slowenien              | UAE Team Emirates      | 72 h 12 min 14 s  |
| 2.               | Carlos Rodríguez           | Spanien                | Ineos Grenadiers       | + 4 min 26 s      |
| 3.               | Felix Gall                 | Österreich             | AG2R Citroën Team      | + 8 min 36 s      |
| 4.               | Thomas Pidcock             | Vereinigtes Königreich | Ineos Grenadiers       | + 50 min 13 s     |
| 5.               | Mattias Skjelmose          | Dänemark               | Lidl-Trek              | + 1 h 47 min 09 s |
| 6.               | Mathieu Burgaudeau         | Frankreich             | TotalEnergies          | + 1 h 54 min 15 s |
| 7.               | Tobias Halland Johannessen | Norwegen               | Uno-X Pro Cycling Team | + 2 h 04 min 02 s |
| 8.               | Clément Champoussin        | Frankreich             | Arkéa-Samsic           | + 2 h 38 min 01 s |
| 9.               | Matthew Dinham             | Australien             | Team DSM-Firmenich     | + 2 h 51 min 28 s |
| 10.              | Maxim Van Gils             | Belgien                | Lotto Dstny            | + 2 h 57 min 32 s |

| Mannschaftswertung | Mannschaftswertung | Mannschaftswertung           | Mannschaftswertung |
| Team               | Team               | Land                         | Zeit               |
| ------------------ | ------------------ | ---------------------------- | ------------------ |
| 1.                 | Jumbo-Visma        | Niederlande                  | 217 h 05 min 34 s  |
| 2.                 | UAE Team Emirates  | Vereinigte Arabische Emirate | + 15 min 15 s      |
| 3.                 | Ineos Grenadiers   | Vereinigtes Königreich       | + 20 min 56 s      |
| 4.                 | Bahrain Victorious | Bahrain                      | + 42 min 48 s      |
| 5.                 | Groupama-FDJ       | Frankreich                   | + 47 min 47 s      |
| 6.                 | AG2R Citroën Team  | Frankreich                   | + 1 h 53 min 23 s  |
| 7.                 | Bora-Hansgrohe     | Deutschland                  | + 1 h 53 min 43 s  |
| 8.                 | Team Jayco AlUla   | Australien                   | + 3 h 12 min 59 s  |
| 9.                 | Movistar Team      | Spanien                      | + 4 h 01 min 52 s  |
| 10.                | Cofidis            | Frankreich                   | + 4 h 27 min 12 s  |

## Ausgeschiedene Fahrer
- Wout van Aert (Jumbo-Visma): wegen der Geburt des zweiten Kindes nicht gestartet
- Anthony Perez (Cofidis): aus persönlichen Gründen nicht gestartet
- Simon Geschke (Cofidis): wegen Erschöpfung und Erkrankung während der Etappe aufgegeben[4]